# Humboldt Bay (Kalifornien)

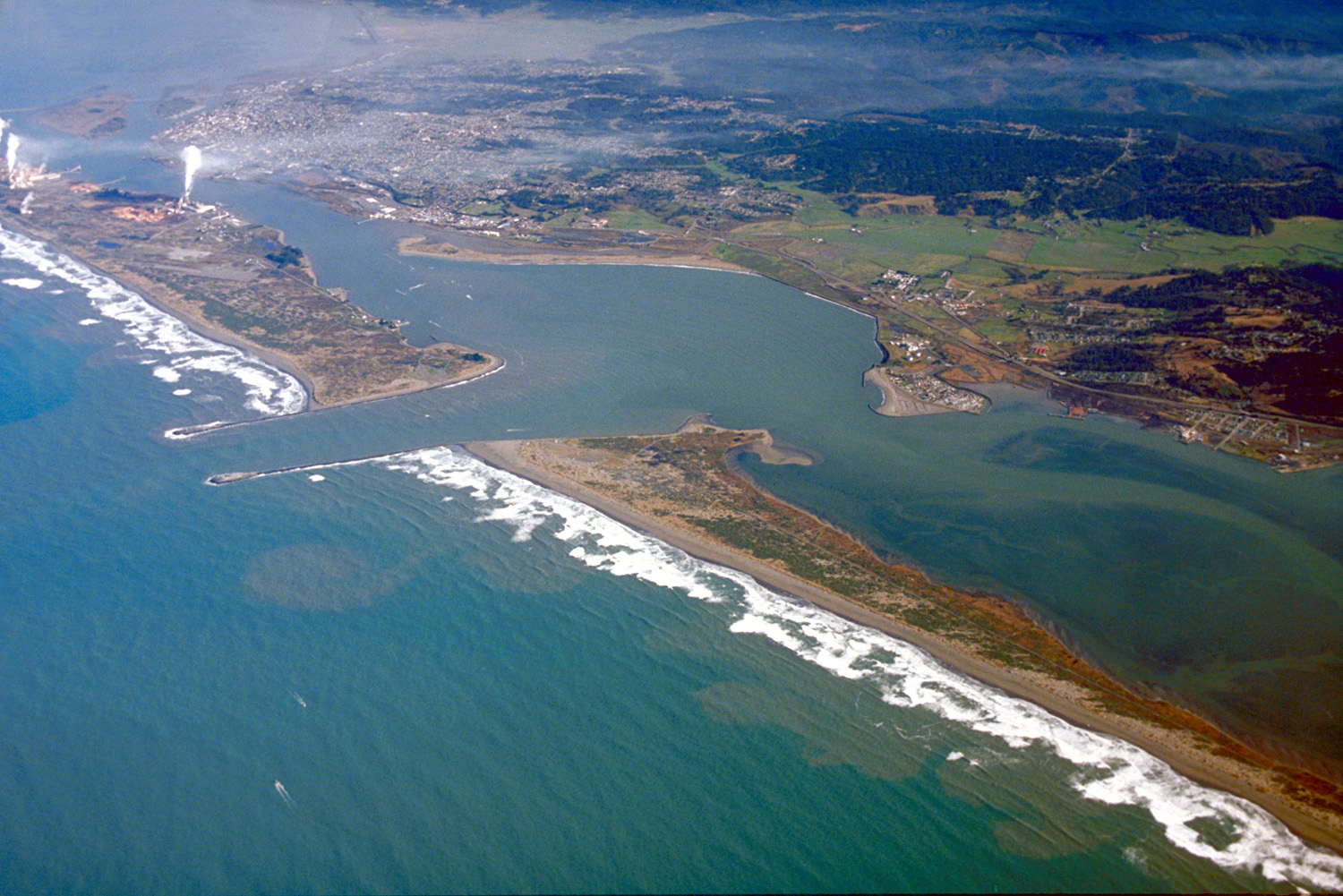
Luftbild der Humboldt Bay mit Eureka

Die Humboldt Bay ist eine Bucht des Pazifiks im Humboldt County im Norden Kaliforniens. An der Bucht liegen die Städte Eureka und Arcata.

## Ökologie
An die Humboldt Bay schließen sich Gebiete an, die regelmäßig von den Gezeiten überspült werden. Die Bucht und diese Feuchtgebiete sind ein wichtiges Biotop für Vögel. Vor allem im Winter rasten hier bis zu 100.000 Zugvögel gleichzeitig.
Große Teile der Küste von Humboldt Bay sind von Gewöhnlichem Strandhafer (Ammophila arenaria) überwachsen. Dieser invasive Neophyt verdrängt heimische Pflanzen und wird aus diesem Grund ganzjährig bekämpft. Zur Bewahrung der einheimischen Flora wurde direkt an der Bucht ein botanischer Garten angelegt.

## Geographie und Hafen
Humboldt Bay ist die einzige tiefe Bucht zwischen San Francisco und Coos Bay (Oregon) und deswegen ein wichtiger Hafen. Sie kann aber nur durch eine sehr schmale und trügerische Passage befahren werden.

## Geschichte
Humboldt Bay wurde 1849 von einer Expedition von sieben Mann unter der Leitung von Josiah Gregg entdeckt. Er war im etwa 250 km entfernten Weaverville aufgebrochen. Die Gruppe kam nur sehr langsam voran und erreichte die Bucht dem Hungertod nahe. 1850 wurde Humboldt Bay erstmals von den Schiffen General Morgan und Laura Virginia befahren, die von San Francisco aus aufgebrochen waren. Die Seeleute der Laura Virginia benannten die Bucht nach Alexander von Humboldt.
In den Jahren 1853–1856 wurde mit dem Bau von den ersten sieben Leuchttürmen in Kalifornien, auf Alcatraz Island, Fort Point, Point Pinos, Point Conception, Point Loma, Southeast Farallon Island und auch an der Humboldt Bay begonnen. Er war von 1856 bis 1892 in Betrieb und dann durch Table Bluff Light ersetzt.
Von 1963 bis 1976 war ein Siedewasserreaktor direkt an der Bucht in Betrieb. Heute arbeiten dort zwei thermische Kraftwerke mit fossilen Brennstoffen, ein drittes ist im Bau.